# Manuel Antonio Hermoso Rojas
Manuel Antonio Hermoso Rojas (* 24. Juni 1935 in San Cristóbal de La Laguna, Spanien; † 17. Juni 2025 in Santa Cruz de Tenerife) war ein spanischer Regionalpolitiker der Autonomen Gemeinschaft Kanarische Inseln.

## Werdegang
Früh ging Manuel Hermoso nach Madrid und Vigo, wo er studierte. 1969 kehrte er auf die den Kanarischen Inseln zurück und übernahm das von seinem Vater gegründete Möbelunternehmen. 1970 wurde Manuel Hermoso Abgeordneter des Instituto Nacional de Industria de España (INI). Nach dem Tod von Francisco Franco kandidierte er bei den Kommunalwahlen für das Bürgermeisteramt von Santa Cruz de Tenerife. Von 1977 bis 1991 war er Bürgermeister von Santa Cruz de Tenerife und Kopf der Vereinigung der Demokratischen Mitte, Unión de Centro Democrático (UCD) bei. Ab 1985 wurde diese Vereinigung zur Agrupaciones Independientes de Canarias (AIC), die unter anderem 1993 in der neuen Regionalpartei Coalición Canaria (CC) aufging. Zwei Legislaturperioden lang, von 1993 bis 1999, war Hermoso Präsident der Kanarischen Inseln.

## Tod
Hermoso starb am 17. Juni 2025 im Alter von 89 Jahren in Santa Cruz de Tenerife.